# SMS Prinzregent Luitpold
SMS Prinzregent Luitpold bylo páté a poslední plavidlo bitevních lodí třídy Kaiser německého císařského námořnictva. Kýl lodi byl položen v říjnu 1910 v loděnici Germaniawerft v Kielu, na vodu byla spuštěna 17. února 1912 a do služby se dostala 19. srpna 1913. Hlavní výzbroj tvořilo deset děl ráže 305 mm (12 palců) v pěti věžích po dvou a dosahovala maximální rychlosti 21,7 uzlů (40,2 km/h). Prinzregent Luitpold byl přidělen k III. bitevní eskadře Širokomořského loďstva, kde sloužil po většinu kariéry. V prosinci 1916 byl převeden ke IV. bitevní eskadře.
Spolu se sesterskými loděmi SMS Kaiser, SMS Kaiserin, SMS König Albert a SMS Friedrich der Große se Prinzregent Luitpold podílel na většině hlavních operací floty první světové války, včetně bitvy u Jutska z 31. května - 1. června 1916. Koncem roku 1917 byla loď rovněž zapojena do operace Albion, útoku na Ruskem ovládané ostrovy v Rižském zálivu.
Po porážce Německa ve válce a podepsání příměří v listopadu 1918 byl Prinzregent Luitpold a většina válečných lodí Širokomořského loďstva internován britským královským námořnictvem ve Scapa Flow. 21. června 1919 nařídil velitel internované floty kontradmirál Ludwig von Reuter potopení floty. Prinzregent Luitpold byl vyzdvižen v roce 1931 a roku 1933 rozebrán na šrot.